# 양자선
양자선(陽子線, Proton beam) 또는 양성자 광선(陽性子光線)이란, 좁은 의미로는 하전입자선의 일종이며, 수소의 원자핵인 양자(프로톤, Proton)가 수많이 가속되어서 뭉치가 되어서 흘러가는 상태를 이른다. 양자선은 선형 가속기, 사이클로트론, 싱크로트론 등, 다양한 가속기로 가속할 수 있으며, 목적으로 하는 양자의 출사 에너지에 따라 사용하는 가속기의 사용을 나눈다.
양자선의 특징은, 물질에 입사하면, 양자선의 에너지에 의존한 특정 깊이(비정, 飛程)까지 물질 속을 나아가, 비정 부근에서는 물질에 대한 에너지 부여가 입사면에 대해서 상대적으로 커지는 심부선량 분포를 형성하는 것이다. 이 특징적인 심부선량 분포를 브래그곡선이라고 부르지만, 양자가 정지하기 직전에 에너지 부여가 최대로 되어, 이것을 브래그피크라고 부른다. 이러한 성질로 인해, 양자선을 쓰는 방사선 치료에서는 선량 국재성이 높은 치료가 가능하다.
- 고에너지(수 GeV)의 양자선은 소립자물라학의 실험, 또는 중성자의 발생지로서 물질성 연구 따위에 사용된다.
- 중에너지(250MeV 정도까지)의 양자선은 암 치료 따위에 사용된다.
  - 이것은 브래그곡선의 피크와 종양의 위치를 일치시켜서, 선택적으로 종양에 방사선을 입히고, 위험장기(정상세포)의 장애를 억누르는 치료법이다. 종양 선택성이 높은 치료로서 강도변조방사선치료(intensity-modulated radiation therapy)가 알려져 있으나, 정상조직의 저선량 피폭을 피할 수 없다. 소아종양 방사능 치료의 유해사항으로서 말기에 피폭부의 성장장애 따위가 일어나면서, 양자선 치료는 소아종양에 적합하다고 여겨지고 있다.
- 저에너지(수 MeV)의 양자선은 β+붕괴의 방사성 동위원소의 생성 따위에 사용된다.
  - 원자로에서 생성새키는 방사성 물질의 대부분이 감마선 방출핵인 것에 대해, 양자선에서는 β+선 방출을 생성하는 것이 가능하다.